# Bundesautobahn 72
Pour les articles homonymes, voir A72.
La Bundesautobahn 72 (ou BAB 72, A72 ou Autobahn 72) est une autoroute mesurant 170 kilomètres, desservant en particulier la ville de Chemnitz.

## Histoire
Une nouvelle connexion Chemnitz-Rottluff / Rabenstein est mise en service le 14 juillet 2009.